# Субота (роман)
«Субота» (2005) — роман англійського письменника постмодерніста Ієна Мак'юена (21 червня 1948). Роман «Субота» вважається вершиною письменницької майстерності автора[джерело?]. За цей твір письменник отримав найвідомішу літературну нагороду Великої Британії — меморіальну премію Джеймса Тейта Блека: «за блискавичну структуру та подачу матеріалу», а також за «задоволення від читання».

## Опис
| Відомий нейрохірург Генрі Пероун цілком задоволений життям: він зумів реалізуватися в професії і у нього прекрасна сім'я. Проте одного разу вранці він потрапляє в історію, яка має несподіване і трагічне продовження. Дорожня пригода, знайомство з дивним злочинцем - і ось уже в його багатому домі з'являється неочікуваний гість, який загрожує життю Пероуна і його близьких ... |

## Український переклад
Українською мовою роман переклав Віктор Дмитрук. Книга вийшла друком у видавництві «Кальварія» у 2007 році.